# 35.ª Divisão (Japão)
A 35.ª Divisão foi uma divisão de infantaria do Império do Japão que serviu durante a Segunda Guerra Mundial. A divisão foi formada no dia 7 de fevereiro de 1939 em Tóquio, sendo desmobilizada no mês de setembro de 1945 com o fim da guerra.

## Comandantes
| Comandante                    | Data                                         |
| ----------------------------- | -------------------------------------------- |
| Lt. General Osamu Maeda       | 9 de março de 1939 - 25 de maio de 1940      |
| Lt. General Kumakichi Harada  | 25 de maio de 1940 - 2 de março de 1942      |
| Lt. General Tokumatsu Shigeta | 2 de março de 1942 - 28 de fevereiro de 1943 |
| Lt. General Kazuyoshi Banzai  | 28 de fevereiro de 1943 - 4 de março de 1944 |
| Lt. General Shunkichi Ikeda   | 4 de março de 1944 - 30 de setembro de 1945  |

## Subordinação
- Exército de Campo Norte da China 01 de abril de 1939
- 12.º Exército 1943
- 31.º Exército de fevereiro de 1944
- 2.º Exército de março de 1944

## Ordem da Batalha
- 35. Grupo de Infantaria (desmobilizado no dia 10 de maio de 1944)
- 219. Regimento de Infantaria
- 220. Regimento de Infantaria
- 221. Regimento de Infantaria
- 35. Regimento de Reconhecimento
- 35. Regimento de Artilharia de Campo
- 35. Regimento de Engenharia
- 35. Regimento de Transporte
- Unidade de comunicação